# Christian Gottfried Heinicke
Christian Gottfried Heinicke (gest. 1801 in Weimar) war in Weimar Hoffechtmeister und Fechtmeister am Weimarer Gymnasium.
Nach dem Tod von Siegmund Carl Friedrich Weischner 1774 bewarb sich dessen bisheriger Vorfechter Christian Gottfried Heinicke um die Stelle als Hoffechtmeister. Er hatte dabei einen wesentlichen Konkurrenten. Das war der Sohn des verstorbenen Fechtmeisters, Christian David Friedrich Weischner in Gotha. Anna Amalia vergab aber die Stelle an Heinicke, den Sohn eines Husaren-Wachtmeisters. Er selbst gehörte damit auch zur Kreußlerschen Fechtschule. Er war somit ein Fechtmeister in Weimar der Goethezeit, nicht aber der einzige. Noch zu seiner Lebenszeit wurde ein weiterer Fechtmeister berufen. Da war der Fechtmeister Carl Bernhard Kirscht, dem unter Herzog Carl August am 31. Januar 1801 diese Stelle zufiel. Der starb jedoch bereits 1809. Da bewarb sich der in Ossmannstedt geborene Doktor der Rechte Christian Ludwig Neuber auf die vakant gewordene Stelle. Ein positives Ergebnis gab es auf diese Bewerbung wohl nicht. Möglicherweise lag das an der französischen Besatzung seit 1806 infolge der verlorenen Schlacht bei Jena und Auerstedt, dass zumindest zeitweise die Stelle nicht besetzt wurde. Spätestens ab 1819 gab es in Weimar wieder einen Hof-Tanz,- und Fechtmeister namens Carl August Franke. Heinicke hatte sich nicht wie sein Amtsvorgänger Weischner literarisch zu betätigen versucht. Zumindest ist kein derartiges Zeugnis überliefert.